# Battle Creek (Michigan)
Battle Creek é uma cidade localizada no estado americano de Michigan, no Condado de Calhoun.
No início do século XX, a cidade já era conhecida pelo Sanatório do Dr. John Harvey Kellogg, entusiasta dos cereais como alimento matinal. Juntamente com seu irmão criou a Kellogg's, empresa que passou a investir em alimentos à base de trigo.  A fábrica, também localizada em Battle Creek, foi a primeira, mas logo outras do ramo alimentício ali se instalaram como a Post Cereals, um antigo braço da General Foods Corporation e que atualmente pertence a Kraft Foods.

## Demografia
Segundo o censo americano de 2000, a sua população era de 53.364 pessoas. 
Em 2006, foi estimada uma população de 52.777, um decréscimo de 587 (-1.1%).

## Geografia
De acordo com o United States Census Bureau tem uma área de  113,1 km², dos quais 110,9 km² cobertos por terra e 2,2 km² cobertos por água. Battle Creek localiza-se a aproximadamente 252 m acima do nível do mar.

## Localidades na vizinhança
O diagrama seguinte representa as localidades num raio de 16 km ao redor de Battle Creek. 